# Alkylanzien
Als Alkylanzien (veraltet auch Alkylantien, Singular: das Alkylans) werden chemische Alkylierungsmittel bezeichnet, die Alkylgruppen in die DNA einführen. Dabei entstehen DNA-Addukte. Sie interferieren als DNA-Schaden unter anderem mit der DNA-Methylierung und können Erbinformationen nachhaltig verändern. Aufgrund einer fehlerhaften DNA-Reparatur entstehen teilweise Mutationen. In höheren Konzentrationen führen sie zu Strangbrüchen der DNA. Bifunktionelle Alkylanzien können zudem zwei DNA-Stränge chemisch dauerhaft verknüpfen. Alle Alkylanzien sind potentiell mutagen und karzinogen.
Alkylanzien werden als Zytostatika (Medikamente für die Chemotherapie zur Behandlung von Krebs) eingesetzt sowie in der Wasseraufbereitung und in der Nahrungsmittelindustrie als Kaltentkeimungsmittel und in der Molekularbiologie als Ribonuklease-Inhibitoren.

## Geschichte
Während des Ersten Weltkriegs stellten Ärzte fest, dass das Kampfgas Schwefel-Lost (Senfgas) antiproliferative (wachstumshemmende) Wirkung hat. Nach dem Krieg wurde der weniger giftige Stickstoff-Lost (Mechlorethamin) entwickelt und um 1942 als erstes Zytostatikum in der Medizin eingesetzt. Bis heute ist Stickstoff-Lost in den USA zugelassen; seine Derivate sind in zahlreichen modernen Behandlungsschemata enthalten.
Auf der Suche nach einem Wasserentkeimungsmittel für bakteriell belastetes Trinkwasser wurde im Zweiten Weltkrieg Diethyldicarbonat entwickelt. Aufgrund seiner Toxizität konnte es sich in dieser Anwendung nicht dauerhaft durchsetzen. Es wird jedoch weiterhin in der Molekularbiologie zur Inaktivierung von Ribonukleasen (RNasen) verwendet. Außerdem wurde Diethyldicarbonat in der Getränkeindustrie zur sog. Kaltpasteurisation von Fruchtsäften, Wein und Bier verwendet (Kaltentkeimung). Es kann jedoch in Anwesenheit von Ammoniumionen (NH4+) in wässrig-saurer Lösung gesundheitlich bedenkliches O-Ethylcarbamat bilden. Aus diesem Grund wurde 1973 in Deutschland der Zusatz von Diethyldicarbonat in Getränken verboten. Als Folgewirkstoff wird Dimethyldicarbonat eingesetzt.

## Funktion
Ab bestimmten Konzentrationen entfalten Alkylanzien eine zytotoxische Wirkung. Ist ein bestimmter Alkylierungsgrad der DNA überschritten, wird aufgrund der erkannten DNA-Schädigung der Zellzyklus an einem Checkpoint angehalten und die betroffene Zelle teilt sich nicht mehr.
Alkylanzien können in höheren Konzentrationen auch die kovalenten Bindungen innerhalb der DNA-Stränge aufbrechen. Bifunktionelle Alkylanzien, d. h. solche, die mit zwei oder mehr funktionellen Gruppen versehen sind, können zudem zwei DNA-Stränge durch kovalente chemische Bindungen verknüpfen (Crosslinks). Strangbrüche und Crosslinks stellen weitaus gravierendere Schädigungen der DNA, und damit der Zelle, dar als monofunktionelle Alkylierungen. Beide verhindern in weitaus geringeren Konzentrationen die korrekte Replikation der betroffenen DNA während der Zellteilung und führen zum Arrest des Zellzyklus.
Die medikamentösen Wirkungen der Zytostatika beruhen auf einer Kombination dieser Wirkungen. Sie werden bei Lymphomen, Leukämie, Brust- und Lungenkrebs sowie bei Sarkomen noch oft eingesetzt. Besondere Bedeutung haben sie gegen bösartige Hirntumore.

## Nebenwirkungen
Das Problem bei der Bekämpfung von Krebszellen besteht darin, diese pharmakologisch von anderen Körperzellen zu unterscheiden, um sie gezielt bekämpfen zu können. Eine Eigenschaft, die Krebszellen von den meisten, aber eben nicht von allen anderen Körperzellen unterscheidet, ist die Tatsache, dass sie schnell wachsen und sich häufig teilen: Krebszellen haben eine hohe Zellteilungsrate. Hier setzen Zytostatika an. Alkylanzien bewirken, dass sämtliche Körperzellen zerstört werden, die sich gerade in der Zellteilungsphase befinden und in die das Pharmakon eingedrungen ist.
Die destruktive Wirkung auf die DNA beeinträchtigt also sämtliche Zellen des Körpers, aber am meisten sich häufig teilende Zellen, wie z. B. Zellen der Schleimhäute, Haarwurzeln, Keimdrüsen und des Knochenmarks. Neben dem Krebszellgewebe (Tumoren und Metastasen) werden diese Gewebe besonders stark bei einer Chemotherapie in Mitleidenschaft gezogen.
Die Hauptnebenwirkungen von Alkylanzien lassen sich auf die Beeinträchtigung dieser Gewebe zurückführen und sind Übelkeit, Blutarmut, Immunschwächung, trockene Schleimhäute, Haarausfall etc. Da Alkylanzien auch mutagen sind, kann es vorkommen, dass die nach dem Absetzen der Chemotherapie nachwachsenden Haare eine andere Haarfarbe besitzen.
Beim Einsatz von Dimethyldicarbonat als Kaltentkeimungsmittel kommt es in geringen Mengen zur Bildung von O-Methyl-Carbamat, bei dem in verschiedenen Studien eine krebserzeugende Wirkung nachgewiesen wurde. Es ist auf der Liste der krebsauslösenden Stoffe des Staates Kalifornien zu finden.

## Wirkstoff-Familien
- Zytostatika
  - Stickstoff-Lost-Derivate

- Cyclophosphamid, Ifosfamid, Mafosfamid, Trofosfamid
- Bendamustin, Chlorambucil, Melphalan, Mechlorethamin
- Estramustin (Alkylierende Gruppe an Estradiol gebunden)
- Alkylsulfonate

- Busulfan, Treosulfan
- Nitrosoharnstoffe

- Carmustin, Lomustin, Nimustin
- Procarbazin und Dacarbazin
- Temozolomid
- Thiotepa

- Kaltentkeimungsmittel (zugleich Ribonuklease-Inhibitoren)

- Dimethyldicarbonat
- Diethyldicarbonat
- Sonstige alkylierenden Mutagene

- Dimethylsulfat
- mit erhöhter Sequenzspezifität[5][6]

- Lexitropsinderivate
- Distamycinderivate
- Netropsinderivate
- Duocarmycin
- Anthramycin
- Yatakemycin